# Monika Szpringer
Monika Hanna Szpringer (ur. 1966) – polska pedagożka, nauczycielka akademicka, prorektor Uniwersytetu Jana Kochanowskiego w Kielcach (2017–2020).

## Życiorys
W 1993 ukończyła studia z zakresu pedagogiki w Wyższej Szkole Pedagogicznej w Kielcach. Doktoryzowała się w 2000 w Instytucie Badań Edukacyjnych na podstawie napisanej pod kierunkiem Waldemara Dutkiewicza rozprawy zatytułowanej System opiekuńczo-wychowawczy profilaktyki społecznej. Studium porównawcze rozwiązań polskich i włoskich. Stopień naukowy doktora habilitowanego uzyskała w 2008 na Uniwersytecie Katolickim w Rużomberku w oparciu o pracę pt. System prewencyjny księdza Jana Bosko we współczesnej profilaktyce.
W 1994 podjęła pracę w Wyższej Szkole Pedagogicznej w Kielcach, przekształconej następnie w Akademię Świętokrzyską i Uniwersytet Jana Kochanowskiego. W 2008 na uczelni tej objęła stanowisko profesora nadzwyczajnego. W latach 2001–2005 była wicedyrektorem Instytutu Kształcenia Medycznego, następnie pełniła funkcję prodziekana powstałego w miejscu IKM Wydziału Nauk o Zdrowiu. W 2012 została pełnomocnikiem rektora UJK. W marcu 2017 wybrana na prorektora Uniwersytetu Jana Kochanowskiego w Kielcach do spraw studenckich i kształcenia. Kadencję zakończyła w 2020. Na UJK związana z Instytutem Zdrowia Publicznego na Wydziale Lekarskim i Nauk o Zdrowiu.
Specjalizuje się w zagadnieniach związanych ze zdrowiem publicznym, zachowaniami ryzykownymi i działaniami profilaktycznymi. Badania do rozprawy doktorskiej prowadziła podczas dwóch długoterminowych stażów naukowych na Papieskim Uniwersytecie Salezjańskim w Rzymie. W 2009 uzyskała tytuł specjalisty w dziedzinie zdrowia publicznego.
Odznaczona m.in. Złotym (2010) i Brązowym (2002) Krzyżem Zasługi oraz Medalem Komisji Edukacji Narodowej.